# Les Riceys
Les Riceys ist eine französische Gemeinde mit 1.192 Einwohnern (Stand: 1. Januar 2022) im Département Aube in der Region Grand Est; sie gehört zum Arrondissement Troyes und zum Kanton Les Riceys.

## Geographie
Les Riceys liegt etwa 40 Kilometer südöstlich von Troyes am Laignes. Umgeben wird Les Riceys von den Nachbargemeinden Balnot-sur-Laignes im Norden, Neuville-sur-Seine im Nordosten, Gyé-sur-Seine im Osten, Mussy-sur-Seine im Südosten, Molesmes im Süden, Bragelogne-Beauvoir im Südwesten, Bagneux-la-Fosse im Westen sowie Avirey-Lingey im Nordwesten.

## Bevölkerung
| Jahr                      | 1962 | 1968 | 1975 | 1982 | 1990 | 1999 | 2006 | 2013 |
| Einwohner                 | 1565 | 1567 | 1525 | 1505 | 1421 | 1376 | 1367 | 1304 |
| Quelle: Cassini und INSEE |      |      |      |      |      |      |      |      |

## Sehenswürdigkeiten
- Kirche Saint-Pierre-ès-Liens in Ricey-Bas, Monument historique
- Kirche Saint-Jean-Baptiste in Ricey-Haute-Rive, Monument historique
- Kirche Saint-Vincent in Ricey-Haut, Monument historique
- Kapellen Saint-Antoine, Saint-Clair, Saint-Claude, Saint-Jacques, Sainte-Sabine, Saint-Sébastien (Monument historique)
- Schloss Saint-Louis auf der Île Saint-Louis
- Schloss von Ricey-Bas, Monument historique
- Schloss Le Clos-Saint-Roch, Monument historique
- Brücke von Ricey-Haut, Monument historique
- Markthalle von Ricey-Haut, Monument historique

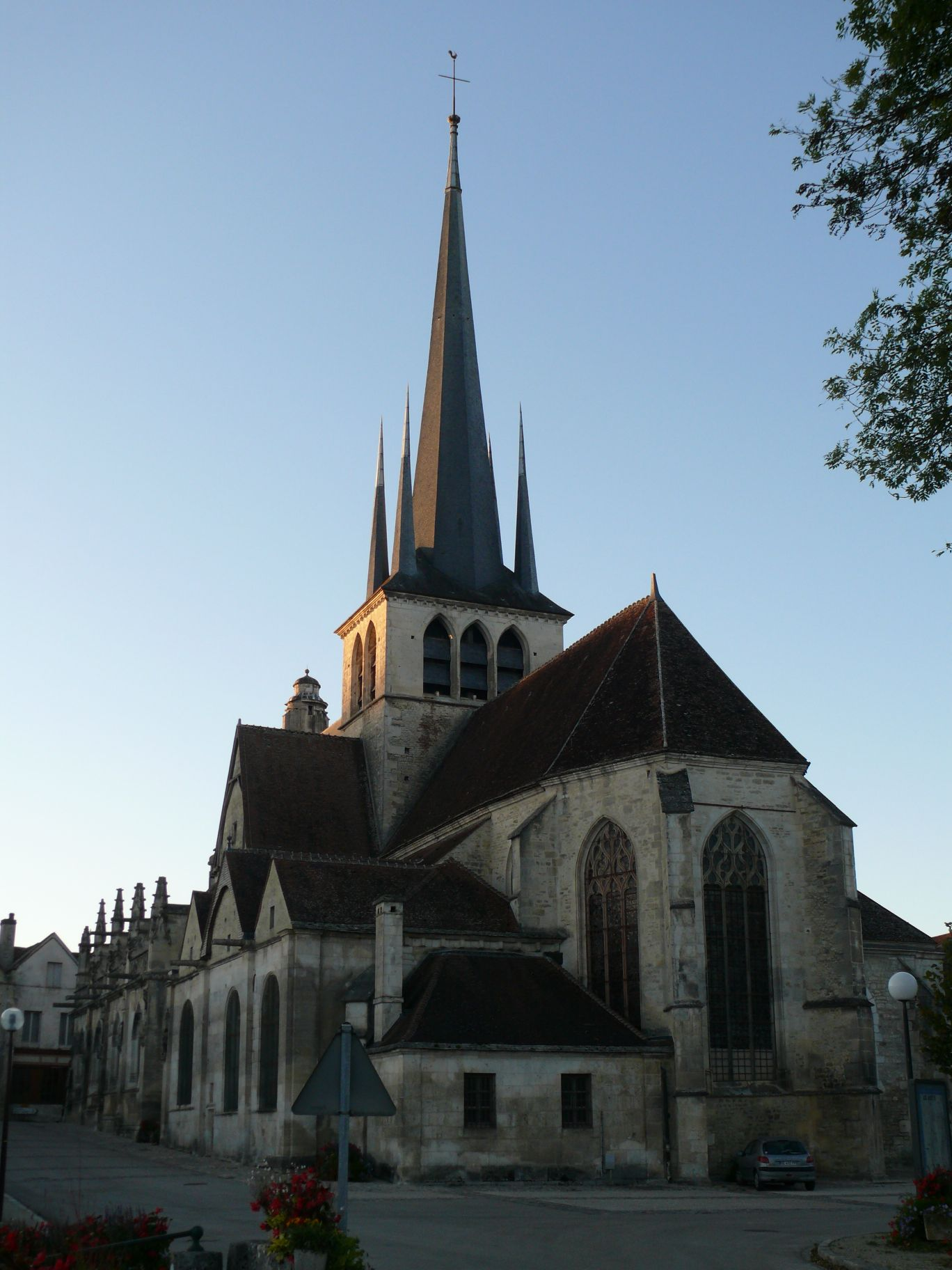
Kirche Saint-Pierre-ès-Liens

## Persönlichkeiten
- Edme Quenedey (1756–1830), Porträtmaler